# Municipio de Fugit
El municipio de Fugit (en inglés: Fugit Township) es un municipio ubicado en el condado de Decatur en el estado estadounidense de Indiana. En el año 2010 tenía una población de 1767 habitantes y una densidad poblacional de 15,86 personas por km².

## Geografía
El municipio de Fugit se encuentra ubicado en las coordenadas 39°24′11″N 85°21′6″O / 39.40306, -85.35167. Según la Oficina del Censo de los Estados Unidos, el municipio tiene una superficie total de 111.43 km², de la cual 110,49 km² corresponden a tierra firme y (0,84 %) 0,94 km² es agua.

## Demografía
Según el censo de 2010, había 1767 personas residiendo en el municipio de Fugit. La densidad de población era de 15,86 hab./km². De los 1767 habitantes, el municipio de Fugit estaba compuesto por el 98,64 % blancos, el 0,11 % eran afroamericanos, el 0,06 % eran amerindios, el 0,06 % eran asiáticos, el 0,4 % eran de otras razas y el 0,74 % eran de una mezcla de razas. Del total de la población el 0,91 % eran hispanos o latinos de cualquier raza.